# Harry Arnold

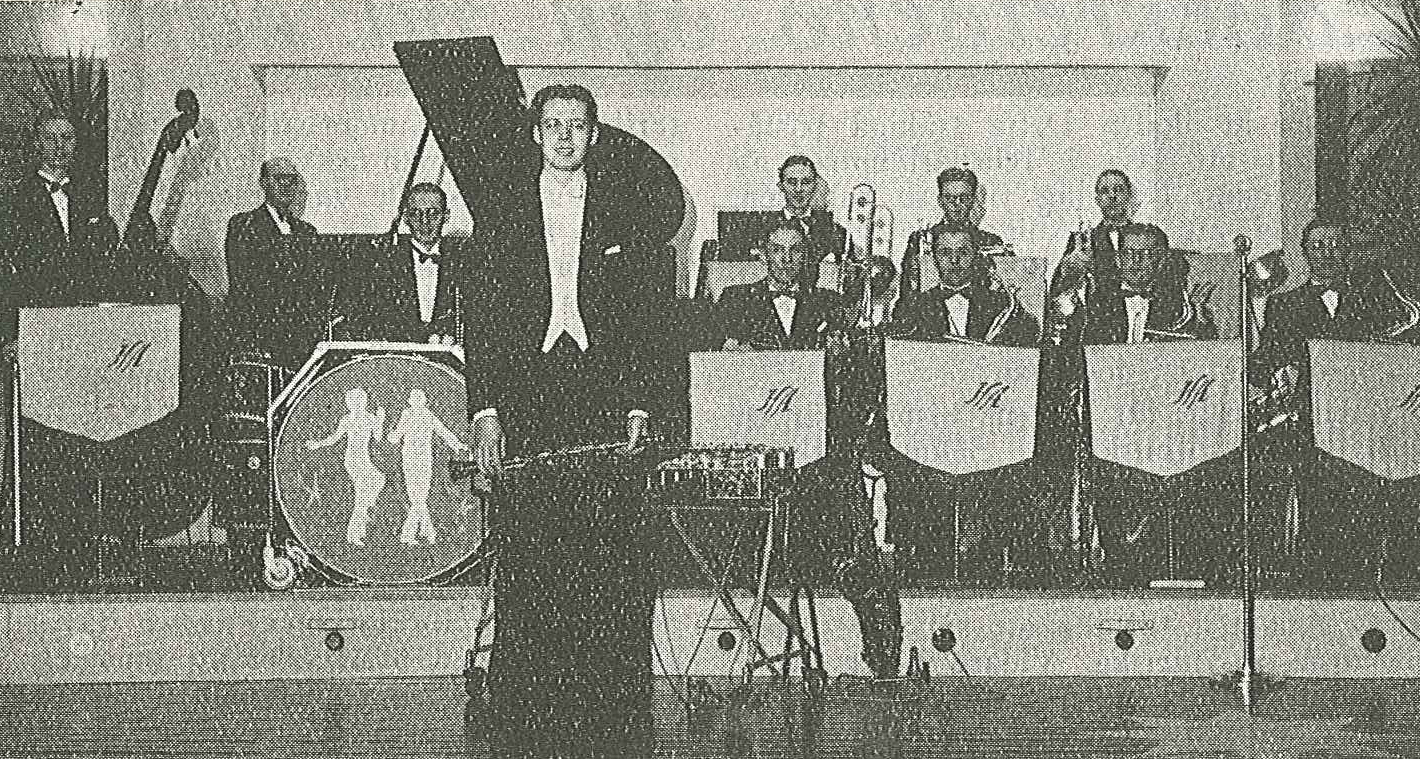
Harry Arnold med sin orkester 1943.

Harry Arnold Persson, född den 7 augusti 1920 i Helsingborg, död den 11 februari 1971 i Vällingby i Stockholm, var en svensk orkesterledare, kompositör, arrangör och musiker (altsaxofon och klarinett).

## Biografi
Arnold medverkade i olika orkestrar på 1930-talet. Under åren 1942–1949 ledde han ett storband på Amiralen i Malmö Folkets Park. Han engagerades sedan av Thore Ehrling som arrangör. 1958 spelade Arnold in en LP-skiva tillsammans med Quincy Jones. Quincy Jones + Harry Arnold + Big Band = Jazz var skivans titel som innehöll 9 spår. Inspelningen gjordes i stereo vilket var ovanligt i Sverige vid den tiden. Den spelades in i Stockholm och medverkade gjorde bland andra också Arne Domnérus.
År 1956 engagerades han som ledare för Radiobandet på dåvarande Radiotjänst, en orkester som främst bestod av elitmusiker från Arne Domnérus, Carl-Henrik Norins och Thore Ehrlings orkestrar. Han skrev och arrangerade filmmusik och gjorde också många inspelningar med Alice Babs. På skivan Right now (1969) ackompanjerade Harry Arnolds orkester kören Christians. Harry Arnold var även verksam under pseudonymerna Dick Harris och Harry Persson.
Han är gravsatt på Nya kyrkogården i Helsingborg.

## Filmmusik i urval
- 1971 – 47:an Löken
- 1970 – Mera ur kärlekens språk
- 1969 – Eriksson
- 1966 – Prinsessan
- 1965 – Jakten
- 1964 – Drömpojken
- 1962 – Biljett till paradiset
- 1961 – Ljuvlig är sommarnatten
- 1959 – Sängkammartjuven
- 1959 – Raggare!
- 1959 – Med mord i bagaget
- 1959 – Enslingen i blåsväder
- 1959 – Med fara för livet
- 1958 – Fröken April
- 1958 – Kvinna i leopard
- 1958 – Den store amatören
- 1957 – Värmlänningarna
- 1957 – Med glorian på sned
- 1957 – Aldrig i livet
- 1956 – Där möllorna gå...
- 1956 – Ratataa
- 1956 – Rätten att älska
- 1956 – Syndare i filmparadiset
- 1956 – Ett dockhem
- 1956 – Flamman
- 1955 – Far och flyg
- 1955 – Het är min längtan
- 1955 – Janne Vängman och den stora kometen
- 1955 – Blå himmel
- 1955 – Paradiset
- 1954 – Sju svarta "Be-Hå"
- 1954 – Hästhandlarens flickor
- 1954 – Flicka med melodi
- 1954 – Aldrig med min kofot eller Drömtjuven
- 1954 – Hjälpsamma herrn
- 1953 – Flickan från Backafall
- 1953 – Marianne
- 1953 – Kungen av Dalarna
- 1952 – Drömsemester

## Priser och utmärkelser
- 1958 – Gyllene skivan för Quincy's Home Again